# Omanodillo gardneri
Omanodillo gardneri is een pissebed uit de familie Eubelidae. De wetenschappelijke naam van de soort is voor het eerst geldig gepubliceerd in 2000 door Stefano Taiti, Franco Ferrara & Davolos.